# شيموكيتاياما
شيموكيتاياما (باليابانية: 下北山村) هي قرية تقع في مقاطعة يوشينو في محافظة نارا باليابان.
يُقدر التعداد السكاني للقرية لعام 2003 بـ1,243 نسمة، بكثافة سكانية تبلغ 9.31 شخص لكل كيلومتر مربع، و يبلغ مجموع المساحة 133.53 كيلومتر مربع.
وتحيط بها كاميكتاياما في اتجاه الشمال و توتسوكاوا في الاتجاه الغربي، وهي تقع في أقصى الجنوب الشرقي لمحافظة نارا. وهي تشارك الحدود في الشرق مع كومانو الواقعة في محافظة ميه، و جنوباً مع كيتياما الواقعة في محافظة واكاياما.

## روابط خارجية
- الموقع الرسمي (باليابانية) == مراجع ==

1. ↑  GeoNames (بالإنجليزية), 2005, QID:Q830106

‌